# Fernando Gamboa
Fernando Andrés Gamboa (Inriville, Córdoba, 28 de octubre de 1970) es un exfutbolista y actual entrenador argentino.

## Trayectoria

### Como jugador

#### Primeros años
Nació en Marcos Juárez, provincia de Córdoba. Vivió hasta los 11 años en Inriville, Córdoba, cerca del límite con la provincia de Santa Fe. A partir de los 11 residió en Arteaga, Santa Fe, por el trabajo de su padre que era obrero metalúrgico. Cuando ya tenía 10 años, lo llevaron a jugar a la pelota al club Arteaguense, en Arteaga. Fue justo en el momento que estaba por cerrar la fábrica de Inriville y le preguntaron al padre si se podían trasladar, a cambio de casa y trabajo en una fábrica, con la condición de fichar a su hijo.
Luego, a los 14 años se fue a vivir a la ciudad de Rosario. Allí lo vio Jorge Griffa, captador y encargado de las divisiones juveniles del Club Newell’s Old Boys de Rosario y lo sumó a dicha institución. “No pasé hambre ni viví en piso de tierra, pero tampoco tuve casa propia. Las zapatillas Adidas las conocí a los 14 años: me la dieron de premio la gente de Arteaga cuando fui a Newell’s. Yo andaba con las Flecha: se me salían los dedos por arriba. Y suéter tenía uno solo. Recuerdo con gran nostalgia mi infancia. Me sirvió, porque eso me permitió valorar después lo que conseguí", recuerda. "El que más me enseñó a mí fue Marcelo Bielsa: lo tuve entre los 14 y los 22 años. Después que se fue del glorioso Newell's Old Boys en 1992 ni hablé nunca más: intenté comunicarme con él un par de veces pero no lo ubiqué. Yo soy un desastre con el celular: no lo escucho, no lo atiendo, nada. Pero no tengo ningún problema con él, a pesar de algunas cosas que se dijeron; Bielsa y Griffa fueron como mis viejos”.
En Newell’s Old Boys utilizó la casaca N.º 2, siendo campeón en 2 oportunidades y finalista de América una vez con el equipo del Parque Independencia, fallando el penal definitivo en la final ante São Paulo en la Copa Libertadores 1992.
Luego pasó por River Plate, donde fue campeón en 1993, pero debió dejar el club millonario debido a una mala relación con Daniel Passarella, cruzando la vereda para fichar por el archirrival Boca Juniors (donde compartió equipo con Diego Armando Maradona).
En 1996 tuvo su primera experiencia en el fútbol extranjero, firmando por el Real Oviedo de España, reemplazando al croata Nikola Jerkan. Defendió al equipo español por 3 temporadas, logrando salvar del descenso en todas las temporadas. Regresó al fútbol de su país, defendiendo a Newell's y Chacarita Juniors, para a mediados de 2001 fichar por Colo-Colo de la Primera División de Chile. Teniendo uno de los sueldos más onerosos del plantel, fue de los acreedores que pidieron la quiebra del club albo, inclusive se apropió de implementos del club para darse por pagado de las deudas. Luego de su paso por el equipo chileno, regresó hasta Chacarita Juniors, para el 2003 pasar por el Grasshoppers de Suiza, donde se coronó campeón. En 2004 fichó por Argentinos Juniors, donde debido a una rebelde pubalgia debió retirarse del fútbol.

#### Post profesionalismo
Una vez que se retiró como jugador, el post fútbol profesional se fue disimulando con el Showbol. Junto a su amigo Diego Armando Maradona, con quien hablaba todos los días, y con otros reconocidos exjugadores representaban al seleccionado argentino. Una tarde, Gamboa le dijo a Maradona: “No quiero dejar el Showbol, es maravilloso, pero ya no me alcanza”. Tres meses después empezaba como entrenador en la Quinta División de Juveniles de Boca Juniors. "Solo lamenté tener que abandonar el proyecto que tenía y que pasaba por armar escuelitas de fútbol con respaldo psicológico para jugadores que quedan en el camino de la Primera y que esos jóvenes a su vez les enseñaran a chicos de la calle. Sueño con concretarlo alguna vez”.

### Como entrenador
Su debut en Primera División fue con Newell's Old Boys en 2008, desde agosto hasta diciembre de ese año haciendo una muy buena campaña, dimitiendo debido al cambio de directiva del conjunto leproso. En 2009 firmó con Chacarita Juniors, luego de la renuncia de Ricardo Zielinski, con Ricardo Lunari como ayudante técnico. Luego de 4 derrotas consecutivas, en marzo de 2010 es destituido de su cargo.
En mayo de 2010 es anunciado como el nuevo estratega de Veracruz de la Liga Ascenso MX; sin embargo días después se anunció un cambio de planes, siendo anunciado Sergio Bueno en su lugar.
El 22 de septiembre de 2010 fue designado como nuevo DT de Colón de Santa Fe en reemplazo de Antonio Mohamed y el 9 de abril de 2011 fue despedido de Colón por la comisión directiva tras perder contra Olimpo. En enero de 2013 es anunciado como nuevo adiestrador de Independiente Rivadavia de la Primera B Nacional. En abril del mismo año es desvinculado de la Lepra Mendocina luego de pésimos resultados.
En septiembre de 2013 es anunciado como nuevo entrenador de Rangers de la Primera División de Chile. Luego de una campaña en la que no pudo despegar de puestos de descenso, en marzo de 2014 se le pidió la renuncia por parte del gerente del equipo talquino Martín Iribarne, siendo reemplazado por Jorge Garcés. En junio de 2015, inicia su segundo ciclo como entrenador de Chacarita Juniors. En noviembre del mismo año, fue víctima de un secuestro exprés, del cual resultó ileso. En febrero de 2016, dejó su cargo por determinación de la directiva.
En diciembre de 2016, se anuncia su firma por Gimnasia y Esgrima de Jujuy por un año. En julio de 2017, debido a los malos resultados y el pobre juego mostrado, es cesado de su cargo. En abril de 2018, es anunciado como el nuevo entrenador de Agropecuario, en reemplazo de José María Bianco. Un mes después, fue destituido de su cargo, luego de la derrota ante San Martín de Tucumán por el reducido de la Primera B Nacional 2017-18.
El 6 de noviembre de 2018 es anunciado como el nuevo entrenador de Nacional de Paraguay, en reemplazo de Celso Ayala. Tras 3 derrotas a comienzos de 2019, incluida una eliminación de la Copa Libertadores, el 31 de enero es desvinculado del equipo paraguayo.
En junio de 2021 arranca su segundo ciclo como entrenador de Newell's Old Boys de Argentina. Tras sufrir la octava derrota en 16 partidos, en octubre del mismo año es despedido por la dirigencia rosarina. En mayo de 2023, es presentado como el nuevo adiestrador de Sport Boys de la Primera División del Perú por el resto de la temporada 2023. Logró un gran inicio en su campaña, tras 5 victorias en sus primeros 7 partidos, campaña que luego consolidó salvando al equipo del Callao del descenso, por lo que en noviembre de 2023 se anunció su renovación por otra temporada. Sin embargo, en abril de 2024, luego de una derrota ante Alianza Lima por 0:4, y marchar a 3 puntos de la zona de descenso, es cesado de su cargo.

## Selección nacional
Fue convocado en algunas oportunidades a la Selección Argentina de fútbol, habiendo sido parte del plantel que ganó la Copa América 1991 en Chile, estuvo en el Torneo Preolímpico Sub-23 de Paraguay 1992 clasificatorio para los Juegos Olímpicos de Barcelona (España). No logró formar parte del plantel en la Copa América 1993, al lesionarse antes de la competición.

### Participación en Copas Américas
| Copa              | Sede  | Resultado |
| ----------------- | ----- | --------- |
| Copa América 1991 | Chile | Campeón   |

## Clubes

### Como jugador
| Club               | País      | Año       |
| ------------------ | --------- | --------- |
| Newell's Old Boys  | Argentina | 1988-1993 |
| River Plate        | Argentina | 1993-1994 |
| Boca Juniors       | Argentina | 1994-1996 |
| Real Oviedo        | España    | 1996-1999 |
| Newell's Old Boys  | Argentina | 1999-2000 |
| Chacarita Juniors  | Argentina | 2000-2001 |
| Colo-Colo          | Chile     | 2001      |
| Chacarita Juniors  | Argentina | 2002      |
| Grasshoppers       | Suiza     | 2003-2004 |
| Argentinos Juniors | Argentina | 2005      |

### Estadísticas como entrenador
- Datos actualizados al último partido dirigido el 31 de marzo de 2024.

| Equipo                            | Div.                   | Torneo                 | Estadísticas | Estadísticas | Estadísticas | Estadísticas | Estadísticas | Estadísticas | Estadísticas | Estadísticas | Estadísticas |
| Equipo                            | Div.                   | Torneo                 | PJ           | G            | E            | P            | GF           | GC           | DG           | Efectividad% |              |
| --------------------------------- | ---------------------- | ---------------------- | ------------ | ------------ | ------------ | ------------ | ------------ | ------------ | ------------ | ------------ | ------------ |
| Newell´s Old Boys Argentina       | 1.ª                    | 2008/09                | 19           | 8            | 7            | 4            | 26           | 18           | +8           | 54.39%       |              |
| Newell´s Old Boys Argentina       | Total                  | Total                  | 19           | 8            | 7            | 4            | 26           | 18           | +8           | 54.39%       |              |
| Chacarita Juniors Argentina       | 1.ª                    | 2009/10                | 24           | 8            | 5            | 11           | 25           | 28           | -3           | 40.28%       |              |
| Chacarita Juniors Argentina       | 2.ª                    |                        |              |              |              |              |              |              |              |              |              |
| Chacarita Juniors Argentina       | 2015                   | 12                     | 7            | 2            | 3            | 13           | 9            | +4           | 63.89%       |              |              |
| Chacarita Juniors Argentina       | Copa Argentina 2014/15 | 2                      | 1            | 0            | 1            | 2            | 2            | 0            | 50%          |              |              |
| Chacarita Juniors Argentina       | Total                  | Total                  | 38           | 16           | 7            | 15           | 40           | 39           | +1           | 48.25%       |              |
| Colón Argentina                   | 1.ª                    | 2010/11                | 20           | 9            | 3            | 8            | 24           | 33           | -9           | 50%          |              |
| Colón Argentina                   | Total                  | Total                  | 20           | 9            | 3            | 8            | 24           | 33           | -9           | 50%          |              |
| Independiente Rivadavia Argentina | 2.ª                    | 2012/13                | 11           | 3            | 3            | 5            | 10           | 14           | -4           | 36.36%       |              |
| Independiente Rivadavia Argentina | 2.ª                    | Copa Argentina 2012/13 | 1            | 0            | 1            | 0            | 1            | 1            | 0            | 33.33%       |              |
| Independiente Rivadavia Argentina | Total                  | Total                  | 12           | 3            | 4            | 5            | 11           | 15           | -4           | 36.11%       |              |
| Rangers · Chile                   | 1.ª                    | 2013/14                | 20           | 4            | 4            | 12           | 24           | 38           | -14          | 26.67%       |              |
| Rangers · Chile                   | Total                  | Total                  | 20           | 4            | 4            | 12           | 24           | 38           | -14          | 26.67%       |              |
| Gimnasia (J) Argentina            | 2.ª                    | 2016-17                | 26           | 7            | 7            | 12           | 19           | 32           | -13          | 35.9%        |              |
| Gimnasia (J) Argentina            | Total                  | Total                  | 26           | 7            | 7            | 12           | 19           | 32           | -13          | 35.9%        |              |
| Agropecuario Argentina            | 2.ª                    | 2017-18                | 2            | 1            | 1            | 0            | 2            | 1            | +1           | 66.67%       |              |
| Agropecuario Argentina            | 2.ª                    | Reducido 2017-18       | 3            | 1            | 1            | 1            | 2            | 3            | -1           | 44.44%       |              |
| Agropecuario Argentina            | Total                  | Total                  | 5            | 2            | 2            | 1            | 4            | 4            | 0            | 53.33%       |              |
| Nacional Paraguay                 | 1.ª                    | Torneo Clausura 2018   | 5            | 1            | 4            | 0            | 7            | 5            | +2           | 46.67%       |              |
| Nacional Paraguay                 | 1.ª                    | Torneo Apertura 2019   | 1            | 0            | 0            | 1            | 0            | 2            | -2           | 0%           |              |
| Nacional Paraguay                 | Total                  | Total                  | 6            | 1            | 4            | 1            | 7            | 7            | 0            | 38.89%       |              |
| Newell's Old Boys Argentina       | 1.ª                    | 2021                   | 16           | 4            | 4            | 8            | 17           | 24           | -7           | 33.33%       |              |
| Newell's Old Boys Argentina       | Total                  | Total                  | 16           | 4            | 4            | 8            | 17           | 24           | -7           | 33.33%       |              |
| Newell's Old Boys Argentina       | Total en Newell's      | Total en Newell's      | 35           | 12           | 11           | 12           | 43           | 42           | +1           | 44.76%       |              |
| Sport Boys · Perú                 | 1.ª                    | 2023                   | 21           | 8            | 5            | 8            | 18           | 25           | -7           | 46.03%       |              |
| Sport Boys · Perú                 | 1.ª                    | 2024                   | 9            | 3            | 1            | 5            | 10           | 10           | 0            | 37.04%       |              |
| Sport Boys · Perú                 | Total                  | Total                  | 30           | 11           | 6            | 13           | 28           | 35           | -7           | 43.33%       |              |
| Total                             | Total                  | Total                  | 192          | 65           | 48           | 79           | 200          | 245          | -45          | 42.19%       |              |

## Palmarés

### Como jugador

#### Campeonatos nacionales
| Título           | Equipo                  | País      | Año     |
| ---------------- | ----------------------- | --------- | ------- |
| Primera División | Newell's Old Boys       | Argentina | 1990-91 |
| Primera División | Newell's Old Boys       | Argentina | C-1992  |
| Primera División | River Plate             | Argentina | A-1993  |
| Superliga        | Grasshopper Club Zúrich | Suiza     | 2002-03 |

#### Campeonatos internacionales
| Título       | Equipo              | Sede  | Año  |
| ------------ | ------------------- | ----- | ---- |
| Copa América | Selección Argentina | Chile | 1991 |